# Gazi Yaşargil
Mahmut Gazi Yaşargil (Lice, Diyarbakir, Turquía, 6 de julio de 1925-10 de junio de 2025) fue un científico y médico neurocirujano turco. Afincado en Zúrich, Suiza, fue el fundador de la microneurocirugía.

## Biografía
Yaşargil trató la epilepsia y los tumores cerebrales con instrumental de su propio diseño.
Durante su carrera profesional, de 1953 hasta su jubilación en 1993, fue residente, jefe de residentes y posteriormente profesor y director del Departamento de Neurocirugía, Universidad de Zúrich y el Hospital Universitario de Zúrich.
En 1999 fue reconocido como "Neurosurgery’s Man of the Century 1950-1999" en el Congress of Neurological Surgeons Annual Meeting.